# Women's WorldTour Ronde van Drenthe 2024
Il Women's WorldTour Ronde van Drenthe 2024 (Miron Ronde van Drenthe 2024 per esigenze di sponsor), diciassettesima edizione della corsa e valida come sesta prova dell'UCI Women's World Tour 2024 categoria 1.WWT, si svolse il 10 marzo 2024 su un percorso di 158,1 km, con partenza da Drijber ed arrivo a VAM-berg, nei Paesi Bassi. La vittoria fu appannaggio dell'olandese Lorena Wiebes per la quarta volta consecutiva, la quale completò il percorso in 4h09'09", alla media di 38,073 km/h, precedendo l'italiana Elisa Balsamo e la connazionale Puck Pieterse.

## Squadre e corridori partecipanti
Parteciparono alla prova 19 formazioni, 12 WorldTeam e 7 Continental Team.
| N.    | Cod. | Squadra                   |
| ----- | ---- | ------------------------- |
| 1-6   | SDW  | Team SD Worx-Protime      |
| 11-16 | AGS  | AG Insurance-Soudal Team  |
| 22-26 | CSR  | Canyon-SRAM Racing        |
| 31-36 | WNT  | Ceratizit-WNT Pro Cycling |
| 41-46 | FST  | FDJ-Suez                  |
| 51-56 | FED  | Fenix-Deceuninck          |
| 61-66 | HPH  | Human Powered Health      |
| 71-76 | LTK  | Lidl-Trek                 |
| 81-86 | LAJ  | Liv AlUla Jayco           |
| 91-96 | DFP  | DSM-Firmenich PostNL      |

| N.      | Cod. | Squadra                    |
| ------- | ---- | -------------------------- |
| 101-106 | UAD  | UAE Team ADQ               |
| 111-115 | UXM  | Uno-X Mobility             |
| 121-126 | COF  | Cofidis Women Team         |
| 131-136 | GKR  | GT Krush Rebellease Pro C. |
| 141-146 | HCT  | Hess Cycling Team          |
| 151-156 | LPW  | Lifeplus Wahoo             |
| 161-166 | LDL  | Lotto Dstny Ladies         |
| 171-176 | PRO  | Proximus-Cyclis            |
| 181-186 | VWT  | VolkerWessels Pro Cycling  |

## Ordine d'arrivo (Top 10)
| Pos. | Corridore                 | Squadra   | Tempo    |
| ---- | ------------------------- | --------- | -------- |
| 1    | Lorena Wiebes             | SD Worx   | 4h09'09" |
| 2    | Elisa Balsamo             | Lidl-Trek | a 2"     |
| 3    | Puck Pieterse             | Fenix     | a 4"     |
| 4    | Letizia Paternoster       | Liv AlUla | s.t.     |
| 5    | Victoire Berteau          | Cofidis   | s.t.     |
| 6    | Vittoria Guazzini         | FDJ-Suez  | s.t.     |
| 7    | Christina Schweinberger   | Fenix     | s.t.     |
| 8    | Maria Giulia Confalonieri | Uno-X     | a 8"     |
| 9    | Christine Majerus         | SD Worx   | a 11"    |
| 10   | Pfeiffer Georgi           | DSM       | a 12"    |